# Behinderte Zukunft
Behinderte Zukunft ist ein Dokumentarfilm von Werner Herzog aus dem Jahr 1971. Der Film beschäftigt sich mit der Lebenssituation körperlich behinderter Kinder in München.
Ein behinderter Freund Herzogs regte den Regisseur zur Produktion des Films an, um behinderte Menschen in Deutschland stärker ins Blickfeld zu rücken.
Herzog selbst verglich Behinderte Zukunft, der im Übrigen große Wirkung erzielte und im Gefolge sogar zu neuen Gesetzen in Deutschland geführt hatte, mit seinem 1969 entstandenen Film Die fliegenden Ärzte von Ostafrika, da dieser ebenso auf jede Form der Dramatisation verzichtete.
Im Nachhinein sei sich Herzog aber nicht sicher, ob ihm Behinderte Zukunft noch besonders gefalle, da dieser doch „gefährlich konventionell“ sei. Heute würde er in einem solchen Film wesentlich schroffer mit der dargestellten Thematik an das Publikum herantreten, um die Notwendigkeit von Veränderung schärfer abzubilden.
Während der Dreharbeiten traf Herzog auf die taubblinde Fini Straubinger. Diese Begegnung führte schließlich zu einem weiteren Film im Themenkomplex Behinderung namens Land des Schweigens und der Dunkelheit, in welchem Straubinger einen wichtigen Platz einnahm. Der Film erlangte höhere Bekanntheit als Behinderte Zukunft.

## Kritik
Das Lexikon des internationalen Films urteilte, es handle sich um einen „unaufdringliche[n] Film über Grenzsituationen menschlichen Lebens“. Der Film fordere „die Mitverantwortung der Gesunden“ ein.